# Patellapis calviniensis
Patellapis calviniensis är en biart som först beskrevs av Cockerell 1934.  Patellapis calviniensis ingår i släktet Patellapis och familjen vägbin. Inga underarter finns listade i Catalogue of Life.